# آرامش قبل از طوفان (آلبوم کلتون دیکسون)
«آرامش قبل از طوفان» (به انگلیسی: The Calm Before the Storm) سومین آلبوم استودیویی توسط خواننده اهل ایالات متحده آمریکا کلتون دیکسون است که در ۱۱ سپتامبر ۲۰۱۵ منتشر شد.